# Nanger dama
La gacela dama, gacela Mhorr o gacela adra (Nanger dama, antes Gazella dama) es una especie de mamífero artiodáctilo de la familia Bovidae. Esta gacela está en peligro de extinción. Habita diversos países del Norte de África y su hábitat son los desiertos y estepas norteafricanos. 

## Conservación
En España se cría en cautividad dentro del Parque de Rescate de la Fauna Sahariana, situado en la provincia de Almería. Entre los intentos de conservación de esta especie destaca su introducción en el Parque nacional de Souss-Massa, en Marruecos, con el objeto de aclimatarlo a condiciones naturales y proceder, posteriormente, a su liberación en su antigua área de distribución cuando se pueda garantizar su supervivencia.